# Distretto di Huancaray
Il distretto di Huancaray è un distretto del Perù nella provincia di Andahuaylas (regione di Apurímac) con 4 387 abitanti al censimento 2007 dei quali 409 urbani e 3.978 rurali.
È stato istituito fin dall'indipendenza del Perù.